# Phlyctaenia yuennanensis
Phlyctaenia yuennanensis là một loài bướm đêm trong họ Crambidae.